# Priboj
För andra betydelser, se Priboj (olika betydelser).
Priboj är en stad i Serbien med cirka 19 500 invånare. Priboj ligger i regionen Zlatibor i västra Serbien. Floden Lim rinner genom staden, som främst är känd för sin lastbilsfabrik Fabrika automobila Priboj (FAP).